# Stated-preferenceonderzoek
Stated-preferenceonderzoek is een begrip uit de wetenschappelijke methodologie. Bij een interview of enquêteonderzoek moet men rekening houden dat er verschil kan bestaan tussen wat men zegt te doen en het werkelijk doen. Want bij het uitspreken van hun voorkeuren nemen de geïnterviewden/geënquêteerden hun mogelijkheden en beperkingen niet of nauwelijks in ogenschouw, en gaan ze volledig uit van hun subjectieve ideaalbeeld. 